# Nostalgia (Blanco)
Nostalgia è un singolo del cantante italiano Blanco, pubblicato il 3 giugno 2022.

## Video musicale
Il video, diretto da Simone Peluso e girato a New York, è stato pubblicato contestualmente all'uscita del singolo sul canale YouTube del cantante.

## Tracce
Testi e musiche di Riccardo Fabbriconi, Michelangelo.
1. Nostalgia – 3:02

## Classifiche

### Classifiche settimanali
| Classifica (2022) | Posizione massima |
| ----------------- | ----------------- |
| Italia            | 2                 |

### Classifiche di fine anno
| Classifica (2022) | Posizione |
| ----------------- | --------- |
| Italia            | 19        |